# Krunoslav Draganović
Krunoslav Stjepan Draganović (30 d'octubre de 1903, Brčko, Àustria-Hongria - 3 de juny de 1983, Sarajevo) va ser un sacerdot catòlic croat i historiador, acusat de ser un dels principals organitzadors de les ratlines que van ajudar a fugir d'Europa diversos criminals de guerra nazis i ústaixes després de la Segona Guerra Mundial.

## Biografia
Draganović va néixer en territori de l'actual Bòsnia i Hercegovina. Va anar a l'escola de secundària a Travnik, i va estudiar teologia i filosofia a Sarajevo. Va ser ordenat sacerdot l'1 de juliol de 1928. Entre 1932 i 1935 va estudiar a l'Institut Pontifici Oriental i a la Universitat Gregoriana dels jesuïtes a Roma. El 1935 va tornar a Bòsnia com a secretari del Bisbe Ivan Šarić. L'agost de 1943, l'Arquebisbe Stepinac va enviar Draganović a Roma, on es va convertir en secretari de la Fraternitat de San Girolamo, amb seu al Pontificio Collegio Croato Di San Girolamo. Aquest monestir es va convertir en el centre d'operacions de les ratlines ústaxies, tal com ho documenten els arxius desclassificats de la intel·ligència americana. Es creu que va contribuir decisivament a la fuga del dictador croat Ante Pavelić i criminals de guerra nazis com Adolf Eichmann i Walter Rauff a l'Argentina. Draganovićc també va col·laborar amb el bisbe austríac Alois Hudal.
Draganović va ser un personatge polèmic i misteriós, figura clau per a moltes denúncies que impliquen el Banc del Vatica, la CIA, i els nazis. Ha estat acusat de blanquejar el botí que els ústaixes varen espoliar durant l'Estat independent de Croàcia. També fou confús el seu retorn a la Iugoslàvia de Tito, règim que va elogiar durant una roda de premsa el 15 de novembre de 1967 a Sarajevo, després que croats exiliats denunciessin que dies abans havia estat segrestat a Viena per agents iugoslaus. Va viure prop de Sarajevo fins a la seva mort.

## Obres
- Izvješće fra Tome Ivkovića, biskupa skradinskog, iz godine 1630., (1933)
- Izvješće apostolskog vizitatora Petra Masarechija o prilikama katoličkog naroda u Bugarskoj, Srbiji, Srijemu, Slavoniji i Bosni g. 1623. i 1624. (1937)
- Hrvati i Herceg-Bosna (1940)
- Hrvatske biskupije. Sadašnjost kroz prizmu prošlosti (1943)
- Katalog katoličkih župa u BH u XVII. vijeku (1944)
- Povijest Crkve u Hrvatskoj (1944)
- Katarina Kosača – Bosanska kraljica (1978)
- Komušina i Kondžilo (1981)
- Masovni prijelazi katolika na pravoslavlje hrvatskog govornog područja u vrijeme vladavine Turaka (1991)